# نورث إيست (نيويورك)
نورث إيست (بالإنجليزية: North East, New York)‏ هي بلدة أمريكية تقع في الولايات المتحدة في مقاطعة دوتشيز. يقدر عدد سكانها بـ 3,031 نسمة ومساحتها 113.2 كم2 وترتفع عن سطح البحر 310 متر.